# Dangote Group
Dangote Group (grupo Dangote, em português) é uma empresa privada nigeriana de conglomerado e multiplos serviços, fundada inicialmente em 1981 atua em multipolos setores indústriais como por exemplo a indústria de açúcar, a indústria alimentícia e de investimentos, o grupo Dangote possui como principal funcionáio o seu fundador, presidente e CEO Aliko Dangote o homem mais rico do continente africano, segundo a revista Forbes.
O grupo Dangote atua principalmente no oeste africano em paises como Togo e Senegal e na Nigéria e possui 11.000 funcionários, sua sede fica na cidade de Lagos.